# فهرست پهلوانان ایرانی شاهنامه
این مقاله مربوط به پهلوانان ایرانی‌تبار است، که اسامی آنها در شاهنامه آمده‌است.

## الف
- اسفندیار روئین‌تن
- آرش کمانگیر
- الوا
- اشکش
- اندمان[۱]
- شیر اورمزد[۲]

## ب
- برته
- برزین
- بستور
- بهرام (پهلوان)
- بیژن

## پ
- پشوتن
- پشین[۳]
- پوریا

## ت
- تخوار[۴]
- توس (پهلوان)
- تژاو (پهلوان)

## خ
- خراد

## ر
- رستم
- رستم فرخزاد
- رشنواد[۵]
- رهام

## ز
- زال
- زواره (پهلوان)
- زنگهٔ شاوران
- زهیر
- زریر

## س
- سام
- سهراب
- سیاوش

## ش
- شاپور پسر نستوه
- شیدسپ[۶]
- شیدوش

## ط
- طوش[۷]

## ف
- فرامرز
- فرشیدورد پسر گشتاسب (فرش آورد)[۸]
- فروهل
- فرهاد
- فریبرز

## ق
- قباد
- قارن
- قارن پسر گشسپ[۹]
- قارن رزمزن[۱۰]

## ک
- کشواد
- کتماره[۱۱]
- کوهیار

## گ
- گرازه
- گرامی
- گردآفرید دختر گژدهم
- گرزم[۱۲]
- گرشاسپ (پهلوان)
- گرگین میلاد
- گرو
- گژدهم
- گستهم پسر گژدهم
- گستهم پسر نوذر
- گلینوش
- گودرز
- گیو

## م
- منوچهر آرش[۱۳]
- منوشان[۱۴]
- مهرنوش پسر اسفندیار[۱۵]
- میلاد

## ن
- نریمان
- نستوه
- نوش
- نوش آذر[۱۶]

## ه
- هجیر
- هومان